# Słoneczne Skały

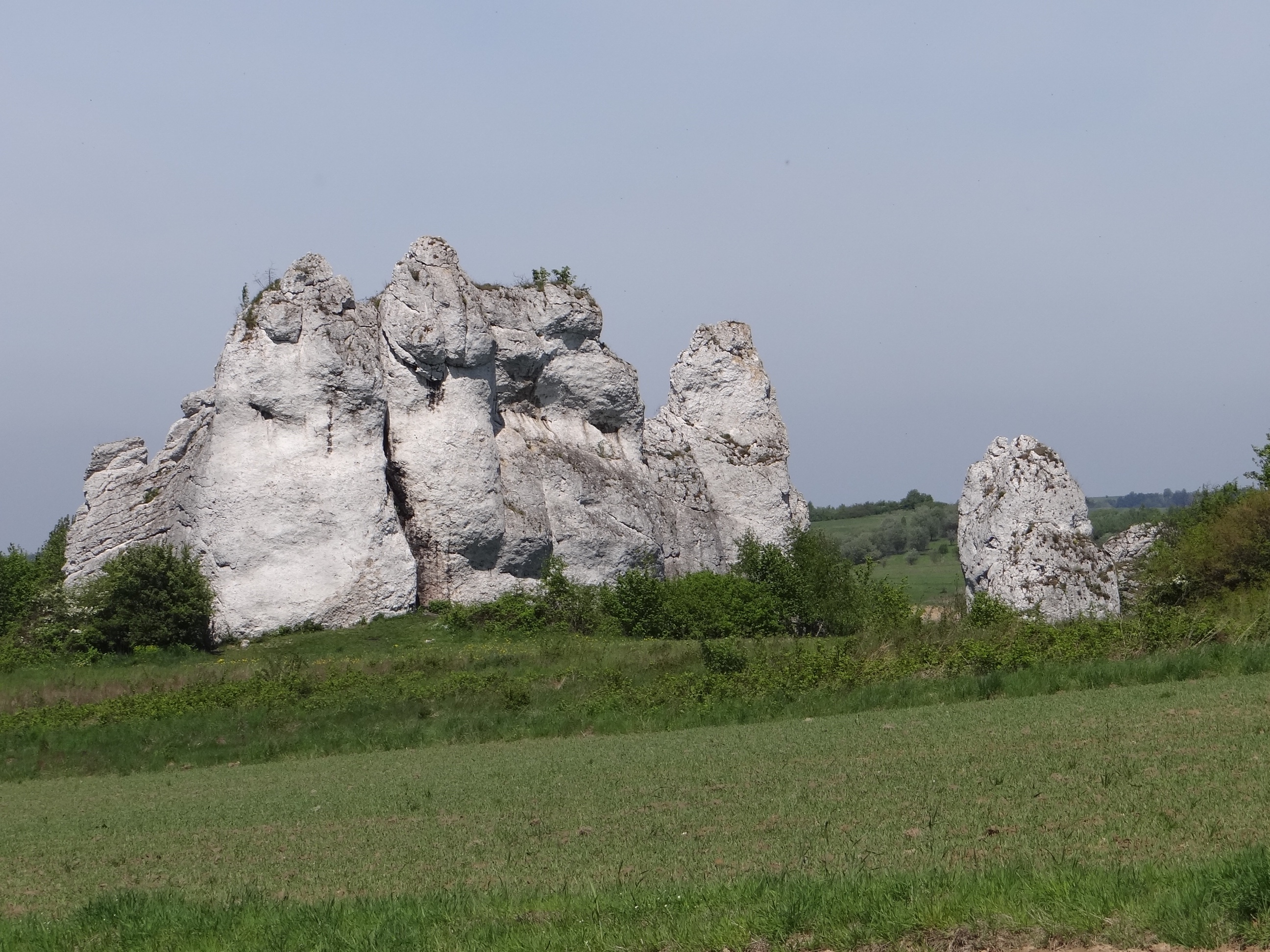
Ostatnia i Dziewczynka

Słoneczne Skały – grupa ostańców na wierzchowinie Wyżyny Olkuskiej. Znajdują się na orograficznie prawym zboczu Doliny Szklarki, w obrębie miejscowości Jerzmanowice, w odległości około 2,2 km na południe od drogi krajowej nr 94 (odcinek z Olkusza do Krakowa). Znajdują się na otwartej przestrzeni wśród pól uprawnych. Zaliczane są do grupy tzw. Ostańców Jerzmanowickich i są pomnikami przyrody.
Słoneczne Skały zbudowane są z wapieni i składają się z kilku izolowanych skał i grup skalnych:
- Ostatnia
- Dziewczynka
- Ogrodzieniec
- Sokołowe Skały zwane też Słonecznymi Cyrkami. Są to 2 skalne mury:
  - mur zachodni ze skałami Eternit, Soczewka, Połać Skwira, Filarek Bularza i Piktogramy,
  - mur wschodni ze skałami Przełaz, Szeroki Komin i Wschodni Mur[4].

Są udostępnione do wspinaczki skalnej i są najbardziej popularnymi obiektami wspinaczkowymi w Dolinie Szklarki. W kwietniu 2019 r. było już tutaj 219 dróg wspinaczkowych o zróżnicowanym stopniu trudności od II do VI.4+ w skali polskiej. Niemal wszystkie drogi mają zamontowane stałe punkty asekuracyjne: ringi i stanowiska zjazdowe. W lesie po południowej stronie Ogrodzieńca jest jeszcze skalny mur o nazwie Płot, który jednak nie nadaje się do wspinaczki.
W Słonecznych Skałach znajduje się kilka niewielkich jaskiń: Komórka w Słonecznych Skałach, Korytarz w Słonecznych Skałach, Szczelina w Słonecznych Skałach Pierwsza, Szczelina w Słonecznych Skałach Druga, Szczelina w Słonecznych Skałach Trzecia, Szczelina w Słonecznych Skałach Czwarta, Szczelina w Słonecznych Skałach Piąta.